# Corbeta clase Buyan

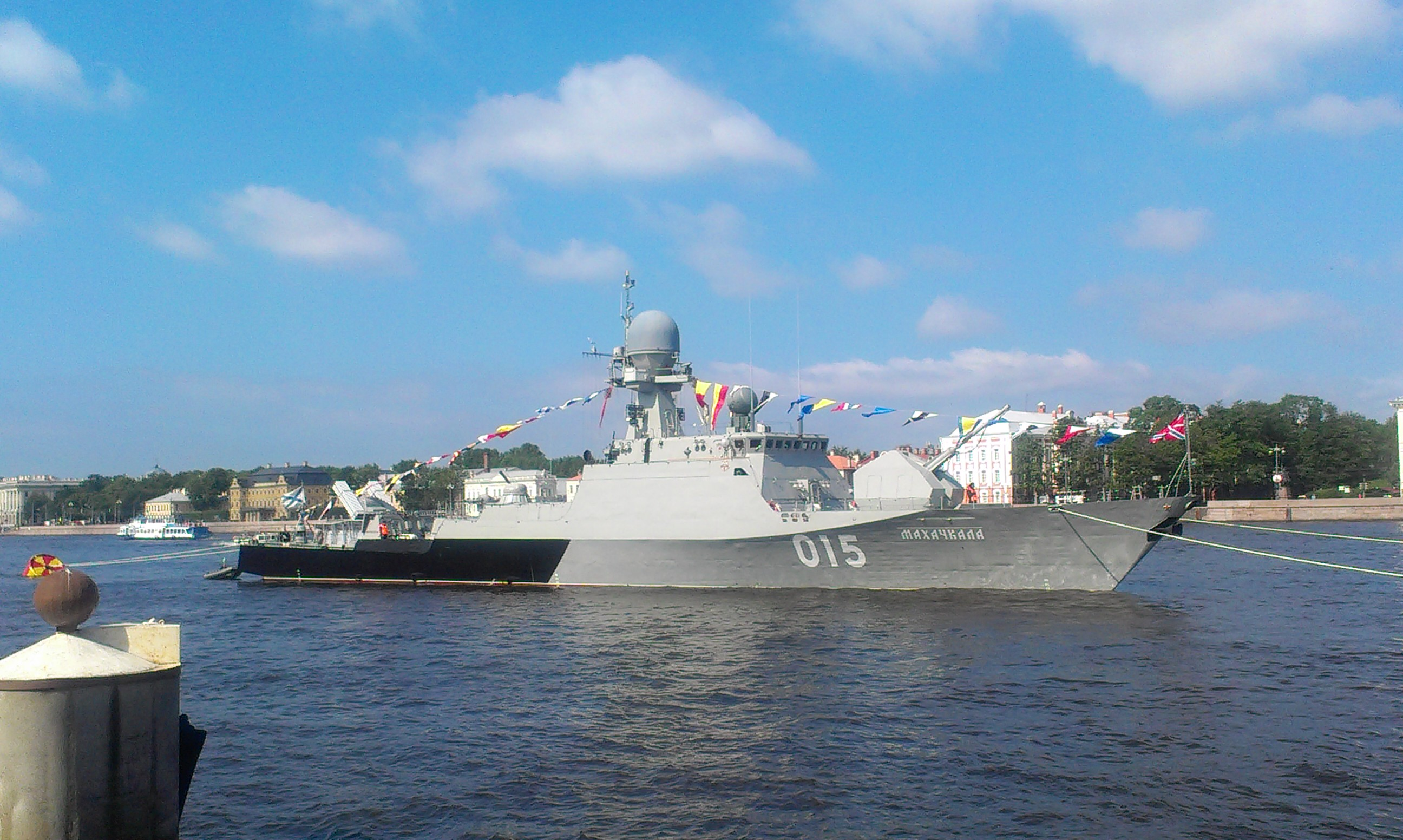
La corbeta Majachkalá, clase Buyan, en las aguas del Río Neva a su paso por San Petersburgo.

Los buques de artillería ligera proyecto 21630, designados por la OTAN como Buyan (igual que la isla legendaria), son embarcaciones militares rusas en servicio en la Flotilla del Caspio de la Armada de Rusia.
Estos navíos fueron diseñados por el Estudio de Diseño Zelenodolsk tomando en cuenta las características del Mar Caspio y el Río Volga.
El buque líder de clase es el Astracán, botado en 2004 en los astilleros de San Petersburgo.

## Proyecto 21631 (Buyan-M)
En el 2013 la armada rusa introdujo el Buyan-M, una variación del Buyan original, pues contaba con casi el doble de desplazamiento (949 toneladas del Buyan-M contra 500 toneladas del Buyan). También tienen capacidad de lanzamiento para misiles 3M-54 y P-800 Ónix.
Han sido utilizados en las intervención militar rusa en la Guerra Civil Siria.
El 17 de junio de 2022, durante la invasión rusa de Ucrania, apareció una foto de la corbeta Veliki Ústiug remolcada por el río Volga en un estado dañado después de un ataque ucraniano.

## Unidades
A la fecha se han puesto 13 de estos navíos en servicio.
Proyecto 21630 Buyán:
- Astracán (en servicio)
- Volgodonsk (en servicio)
- Majachkalá (en servicio)

Proyecto 21631 Buyan-M:
- Grad Sviyazhsk (en servicio)
- Úglich (en servicio)
- Veliki Ústiug (en servicio)
- Zeleny Dol (en servicio)
- Sérpujov (en servicio)
- Vyshni Volochok (en servicio)
- Oréjovo-Zúyevo (en servicio)
- Ingusetia (en servicio)
- Gráivoron (en servicio)
- Grad (en servicio)
- Naro-Fominsk (en construcción)
- Stávropol (en construcción)

## Proyecto 21632 (Tornado)
Las embarcaciones 21632, están basadas en el modelo 21630, pero están pensadas para el mercado de exportación y pueden ser modificadas según lo requiera el cliente.